# Пригородный (Псковская область)
Пригородный — деревня в Дновском районе Псковской области России. Входит в городское поселение Дно.
Расположена на юго-западной окраине города Дно.

## Население
| 2001 | 2002 | 2010 |
| ---- | ---- | ---- |
| 49   | ↘36  | ↘33  |

Численность населения деревни на 2000 год составляла 49 жителей, на 2011 год — 33 жителя.

## История
До 2005 года деревня входила в состав ныне упразднённой Должицкой волости (с центром в д. Искра).